# Western Hearts (film 1911)
Western Hearts è un cortometraggio muto del 1911 scritto e diretto da Joseph A. Golden.

## Produzione
Il film fu prodotto dalla Selig Polyscope Company.

## Distribuzione
Distribuito dalla General Film Company, il film - un cortometraggio di una bobina - uscì nelle sale cinematografiche statunitensi il 7 novembre 1911. In Brasile, il film prese il titolo di Corações do Oeste.